# Juan Manuel Cabot

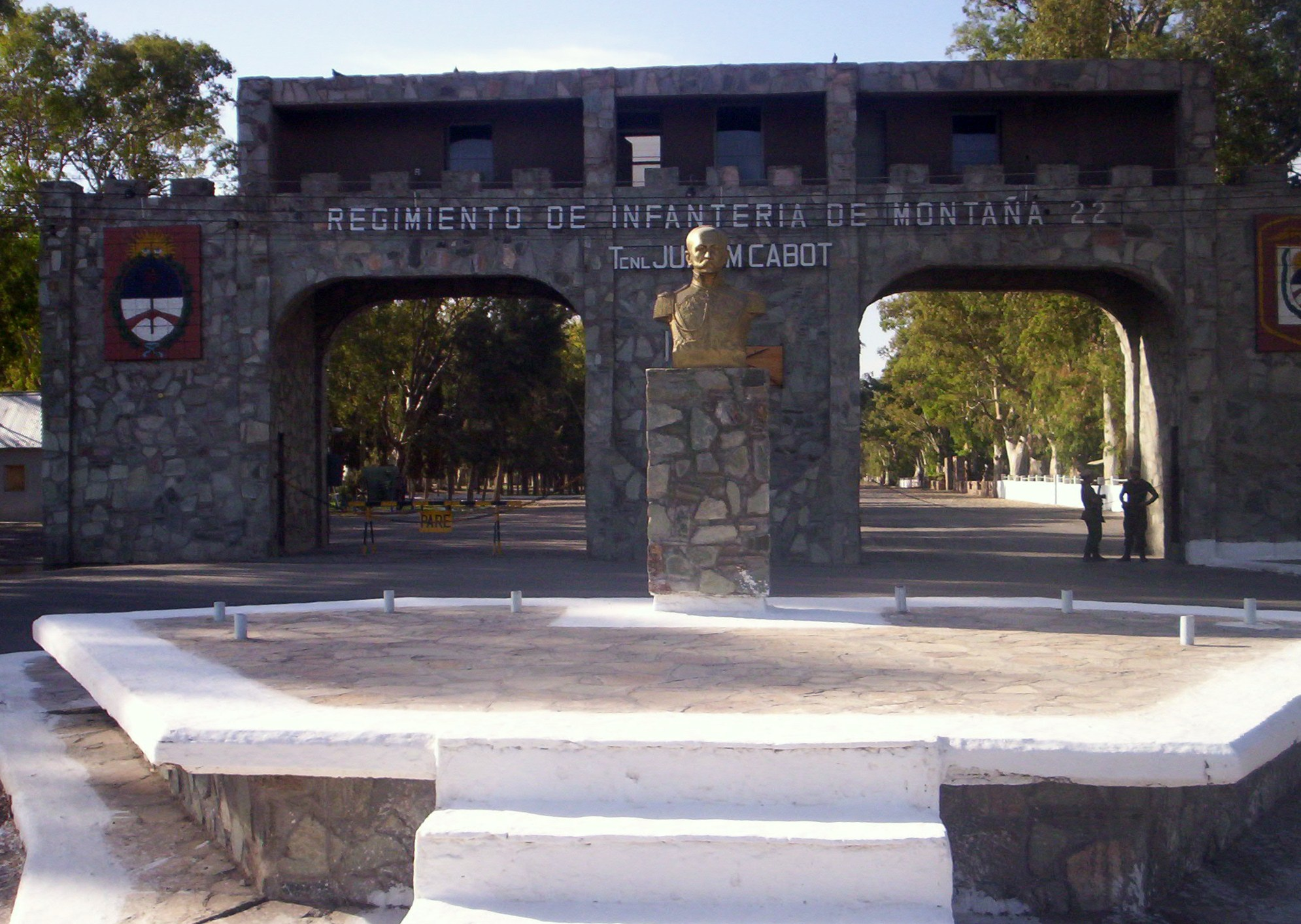
Entrada y estatua del Regimiento de Infantería de Montaña 22, dedicado a J.M. Cabot

Juan Manuel Cabot (San Miguel de Tucumán, Virreinato del Río de la Plata, 23 de marzo de 1784 - Buenos Aires, 1837) fue un militar argentino que participó en las guerras de independencia de su país y de Chile.

## Biografía
Estudió en el Real Colegio de San Carlos en Buenos Aires, y en esa ciudad se dedicó al comercio.
Se unió a las fuerzas porteñas en la Reconquista contra la primera invasión inglesa; durante la segunda, fue oficial de artillería del Cuerpo de Voluntarios Patriotas de la Unión. Retirado de la milicia y dedicado al comercio, participó de las conspiraciones que desembocaron en la Revolución de Mayo.
Identificado con los líderes revolucionarios Mariano Moreno y Nicolás Rodríguez Peña, en septiembre de 1810 se incorporó como teniente al regimiento de la Estrella, reclutado por Domingo French entre los simpatizantes de Moreno. Tras la derrota del partido de Moreno en abril, permaneció como instructor de reclutas del regimiento, ahora llamado Número 3 de Infantería.
En 1813 fue enviado con fuerzas de infantería a unirse a la Segunda expedición auxiliadora al Alto Perú. No llegó a entrar en combate, y fue enviado nuevamente a Buenos Aires.

## Campaña a Chile
En abril de 1815 fue enviado a unirse al Ejército de los Andes, que se estaba formando en Mendoza a órdenes de José de San Martín; éste lo ascendió al grado de teniente coronel y lo puso a órdenes del coronel Juan Gregorio de Las Heras, cuyo regimiento, el 11 de infantería, tenía fama de ser el mejor instruido.
A fines de 1816, San Martín lo envió al mando de un regimiento combinado a San Juan, desde donde debía tomar parte de la campaña de Chile por su flanco norte: por el Paso de Guana, ubicado al norte de esa provincia, tomar la provincia de Coquimbo y su capital, La Serena. Su segundo jefe era el teniente coronel Francisco Zelada.
Cruzó la Cordillera de los Andes en dos semanas, y obtuvo dos victorias en dos días sucesivos: la escaramuza de Barraza y la decisiva batalla de Salala, que le permitió tomar la ciudad de La Serena el 12 de febrero, el mismo día en que San Martín obtenía la victoria de Chacabuco.
Hizo algunas expediciones por el interior de la provincia conquistada, y a principios del año siguiente se unió al resto del Ejército. Luchó en Cancha Rayada y Maipú. Después de esa victoria, hizo un recorrido militar por todo el norte de Chile, regresando a Santiago después de haber organizado las guarniciones militares de la zona.
En mayo de 1819 – por razones que no explicitó, pero probablemente por una herida de guerra que le lesionó su mano izquierda– solicitó y obtuvo la baja del ejército. Se dedicó al comercio en la capital chilena, y no se sabe que nunca haya vuelto a tomar las armas.
Falleció en Buenos Aires en 1837.